# Departamento de Educação dos Estados Unidos
| Departamento de Educação Estados Unidos              |                            |
| www.ed.gov                                           |                            |
| Criação                                              | 17 de outubro de 1979      |
| Sede do Departamento de Educação em Washington, D.C. |                            |
| Sede do Departamento de Educação em Washington, D.C. |                            |
| Atual secretário                                     | Miguel Cardona, Secretário |
| Orçamento                                            | $ 68 bilhões (2016)        |

O Departamento de Educação dos Estados Unidos da América (também citado apenas como ED, abreviatura de Education Department) é um ministério do governo dos Estados Unidos da América. Criado pelo Department of Education Organization Act (Public Law 96-88), começou a funcionar em 1980.
Suas funções eram anteriormente exercidas pelo Departamento de Saúde, Educação e Bem-Estar, o qual foi dividido em Departmento de Educação e no Departamento de Saúde e Serviços Humanos quando o presidente Carter transformou em lei o Department of Education Organization Act, em 17 de outubro de 1979. Entrou em operação em 4 de maio de 1980. É administrado pelo Secretário de Educação dos Estados Unidos da América.
É de longe o menor dos ministérios do governo americano, com cerca de 5.000 funcionários. A abreviatura oficial é ED (e não DOE, que se refere ao Departamento de Energia dos Estados Unidos da América.)